# 如意輪寺

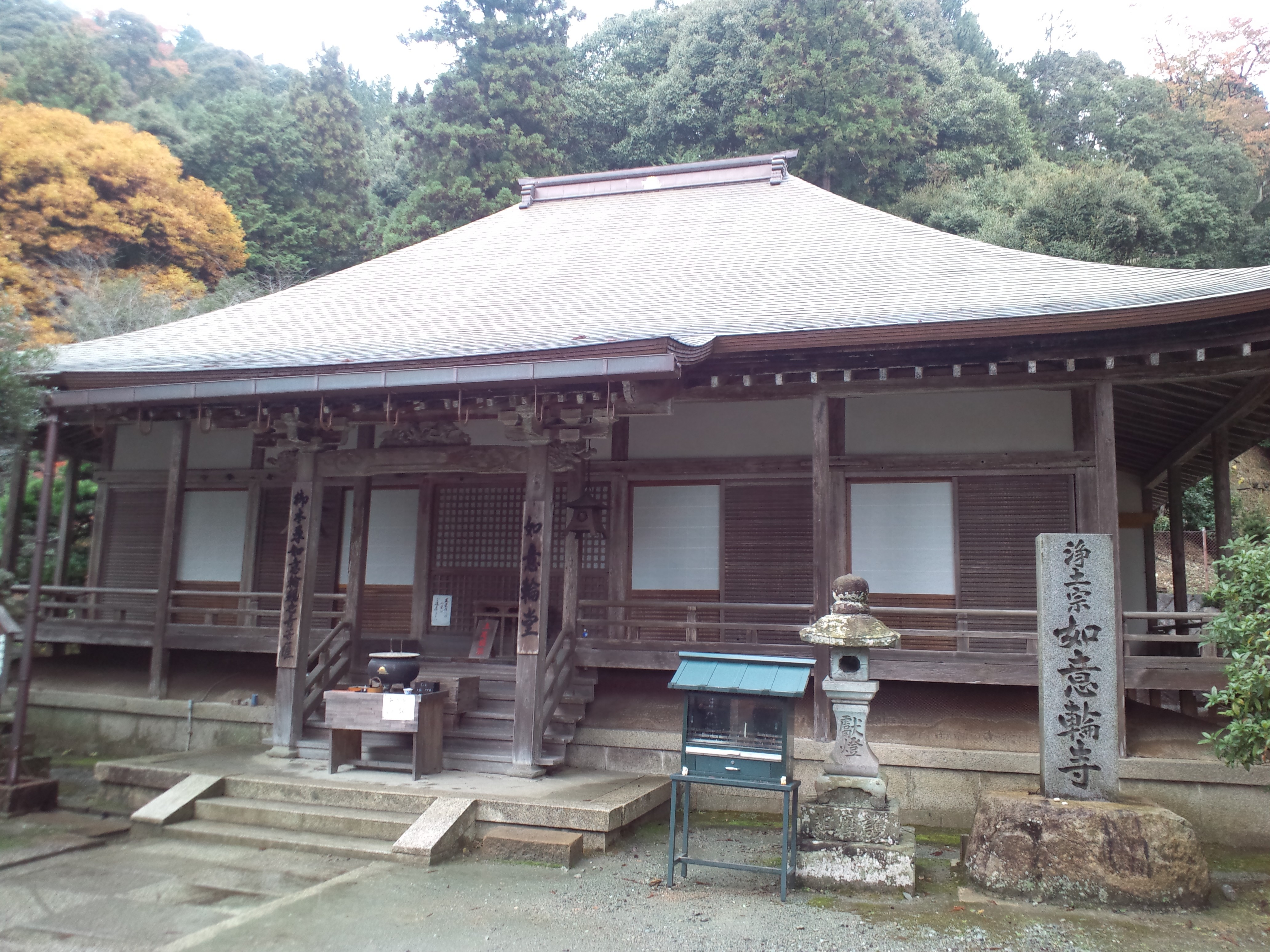
如意輪堂（本堂）

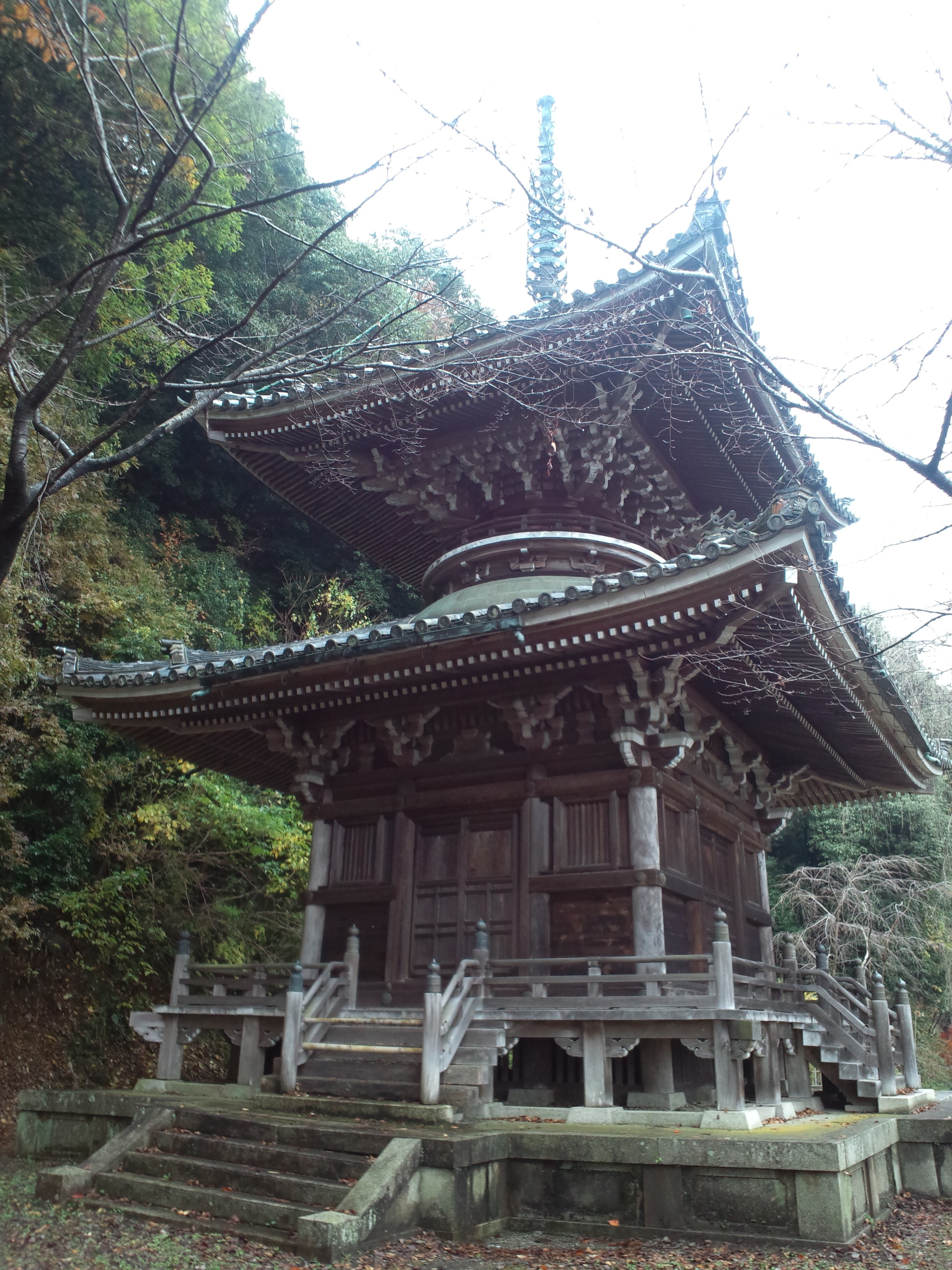
多宝塔

如意輪寺（にょいりんじ）は、奈良県吉野郡吉野町吉野山にある浄土宗の寺院。山号は塔尾山（とうのおさん）。本尊は如意輪観音。本堂の背後には、吉野の地で崩御した後醍醐天皇の陵・塔尾陵（とうのおのみささぎ）、世泰親王墓がある。

## 歴史
平安時代の延喜年間（901年 - 922年）に日蔵上人により開かれたと伝わる。南北朝時代、後醍醐天皇が吉野に行宮を定めた際に勅願所とされたが、天皇は還京叶わぬまま崩御して本堂の裏山に葬られた。以来寺運は衰えたが、慶安3年（1650年）文誉鉄牛上人によって本堂が再興され、その際に真言宗から浄土宗に改宗した。
正平2年（1346年）12月、楠木正成の長男・楠木正行が四條畷の戦いに出陣するに際し、一族郎党とともに当寺にある後醍醐天皇陵に詣で、辞世の歌「かへらじとかねて思へば梓弓なき数に入る名をぞとどむる」を詠んだという。正行は当寺本堂の扉に鏃（矢じり）で辞世の句を刻んだとされ、その扉とされるものが今も寺に伝わる。
松尾芭蕉はここに立ち寄った折、「御廟年を経てしのぶは何をしのぶ草」などの句を残している。
金峯山寺、吉水神社などがある吉野山からは谷ひとつ挟んで離れた山の中腹に位置する。

## 境内
- 本堂（如意輪堂） - 寄棟造檜皮葺き。
- 不動堂
- 鐘楼
- 薫香楼
- 幽香楼
- 庫裏
- 御門
- 御霊殿 - 南朝歴代天皇の御尊牌が祀られている。
- 権現堂
- 塔尾稲荷
- 庭園「二河白道の庭」
- 宝物殿
- 宝珠苑
- 楠公父子像 - 楠木正成と楠木正行の像
- 報国殿 - 吉野造りで建てられている。
- 多宝塔
- 後醍醐天皇腰掛け石
- 楠正行公お手植えのモッコク - 樹齢670年。
- 世泰親王の墓 - 宮内庁の管理下にある。
- 後醍醐天皇塔尾陵 - 通常は天皇陵は南向きに造られているが、この陵は京都がある方角である北向きに造られている。宮内庁の管理下にある。
- 裏山門
- 山門

## 文化財

### 重要文化財
- 厨子入木造蔵王権現立像 - 蔵王権現像は嘉禄2年（1226年）仏師源慶の作。吉野曼荼羅を表した厨子も絵画資料として貴重なもの。厨子は像より1世紀ほど後の延元元年（1336年）の作。像と厨子とは宝物殿内に別個に安置されている。

### 奈良県指定有形文化財
- 紙本著色吉野曼荼羅

### その他
- 木造阿弥陀如来立像 - 平安時代前期、9世紀頃にさかのぼる作品である。
- 楠木正行辞世の扉 - 楠木正行が四條畷の戦いに出陣する時に、「かへらじとかねて思へば梓弓なき数に入る名をぞとどむる」と本堂の扉に辞世の歌を刻んだ、その扉とされている。

以上の文化財は寺内の宝物殿にて公開されている。

## 前後の札所
近畿三十六不動尊霊場
29 宝山寺　-　30 如意輪寺　-　31 龍泉寺
役行者霊蹟札所

## 所在地・アクセス
- 奈良県吉野郡吉野町吉野山1024

- アクセス
  - 近鉄吉野線吉野駅下車。
  - 吉野ロープウェイまたは徒歩(約20分。七曲がりと呼ばれる坂を登る）で山上に上がり、そこから金峯山寺・蔵王堂を経て徒歩約40分ほど。
  - 金峯山寺からは谷ひとつ隔てての場所にあり、中千本から谷を下って当寺に上る散策道がある。この場合、約10分ほど短縮出来る。
  - または吉野温泉へと通ずる谷の道を行き、行き止まりを左に上がると如意輪寺に出る。（上記の散策道にあたる）。

- その他
  - 春のシーズン中には吉野駅から中千本公園口まで臨時バスが運行される。この場合、如意輪寺口にて下車。